# Batalla de Konotop (2022)
La batalla de Konotop va ser un enfrontament militar de la invasió russa d'Ucraïna del 2022, que tingué lloc el 24 de febrer al voltant de la ciutat de Konotop, Ucraïna, entre les forces militars de Rússia i Ucraïna.

## Batalla
A les 3.35 (UTC+2) del 24 de febrer, les forces russes que avançaven des del nord-est van envoltar la ciutat de Konotop i la van assetjar. Tot i els intents de les forces russes d'obrir-se pas, les forces ucraïneses van rebutjar l'atac. L'equip rus estava cremant a la ciutat en el matí del 25 de febrer, i les forces russes que assetjaven la ciutat estaven mal proveïdes.
Les ciutats de Sumi i Konotop són les úniques dos ciutats en el nord-est d'Ucraïna que van aconseguir repel·lir amb èxit l'avanç de les tropes russes. El 25 de febrer es produí un segon atac rus, que els va permetre capturar la ciutat.

## Conseqüències
El 2 de març, Artem Seminikhin, l'alcalde de Konotop, va declarar que les forces russes a la ciutat li van advertir que bombardejarien la ciutat si els residents s'hi resistien. Els vehicles russos, desplegats a l'exterior de l'Ajuntament, estaven envoltats de locals. Seminikhin va preguntar als residents de la ciutat si volien lluitar o rendir-se, amb la qual cosa els residents "aclaparadorament" es van negar a rendir-se.
Més tard al mateix dia, les autoritats de la ciutat van iniciar negociacions amb les forces russes, amb converses de 12 minuts. Es va arribar a un acord pel qual les forces russes van acceptar no canviar el govern de la ciutat, desplegar tropes a la ciutat, obstruir el transport o eliminar la bandera d'Ucraïna. A canvi, els funcionaris de la ciutat van acordar que els residents no atacarien les forces russes.
El 3 d'abril, el diputat ucraïnès Olexander Kachura va declarar a Twitter que totes les forces russes havien abandonat el regió de Konotop.  El 4 d'abril de 2022, el governador de l'oblast de Sumi, Dmytro Zhyvytskyi, va declarar que les tropes russes ja no ocupaven cap ciutat o poble de l'oblast de Sumy i que s'havien retirat majoritàriament, mentre que les tropes ucraïneses estaven treballant per expulsar les unitats restants.

## Galeria

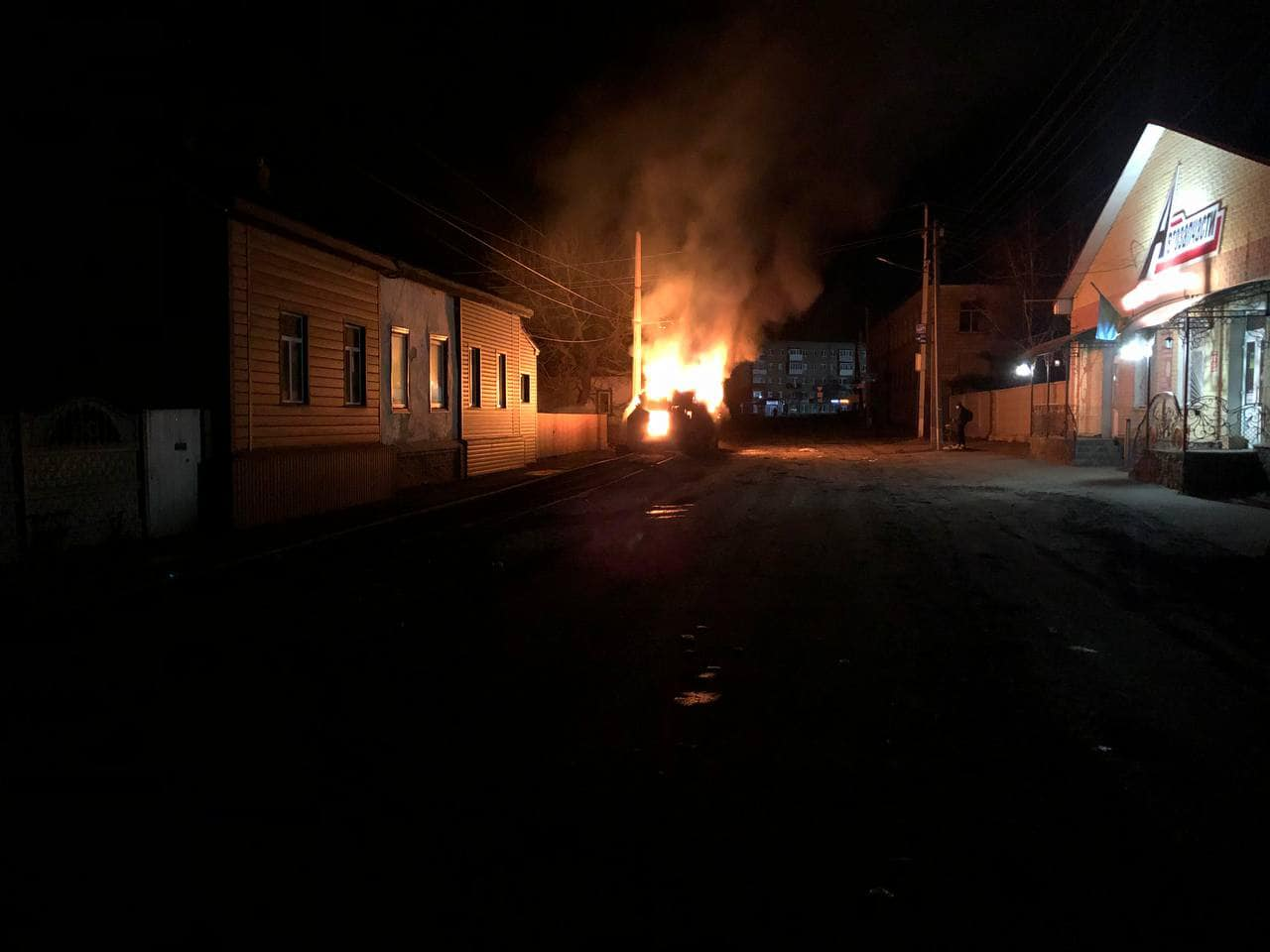
24.02.2022
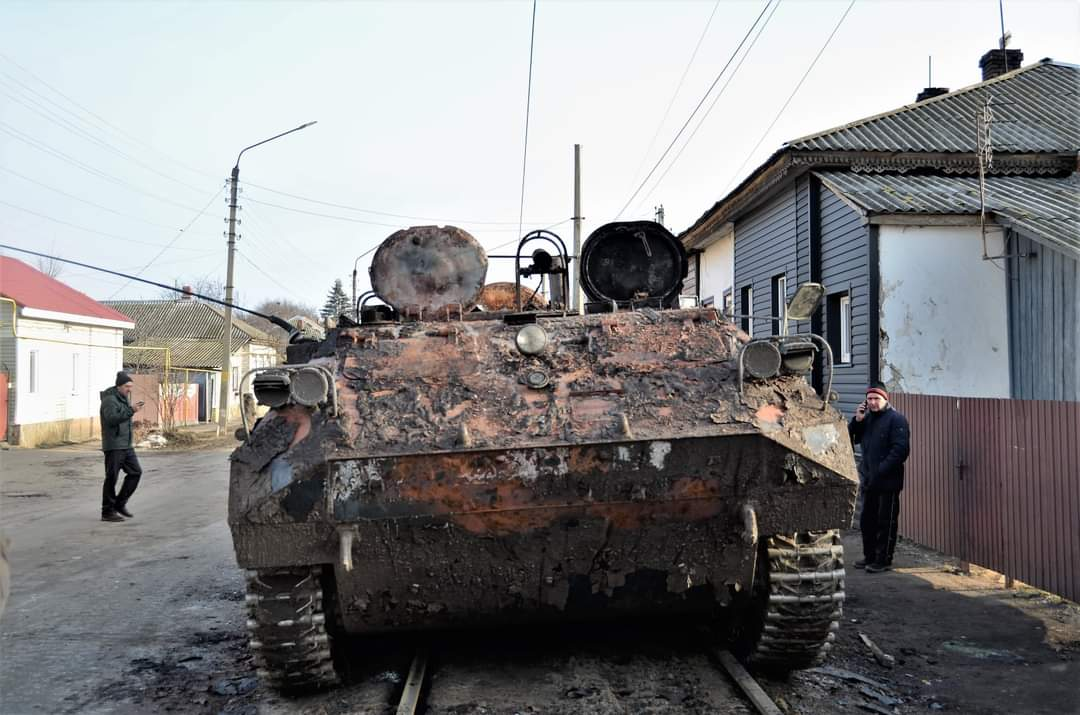
25.02.2022
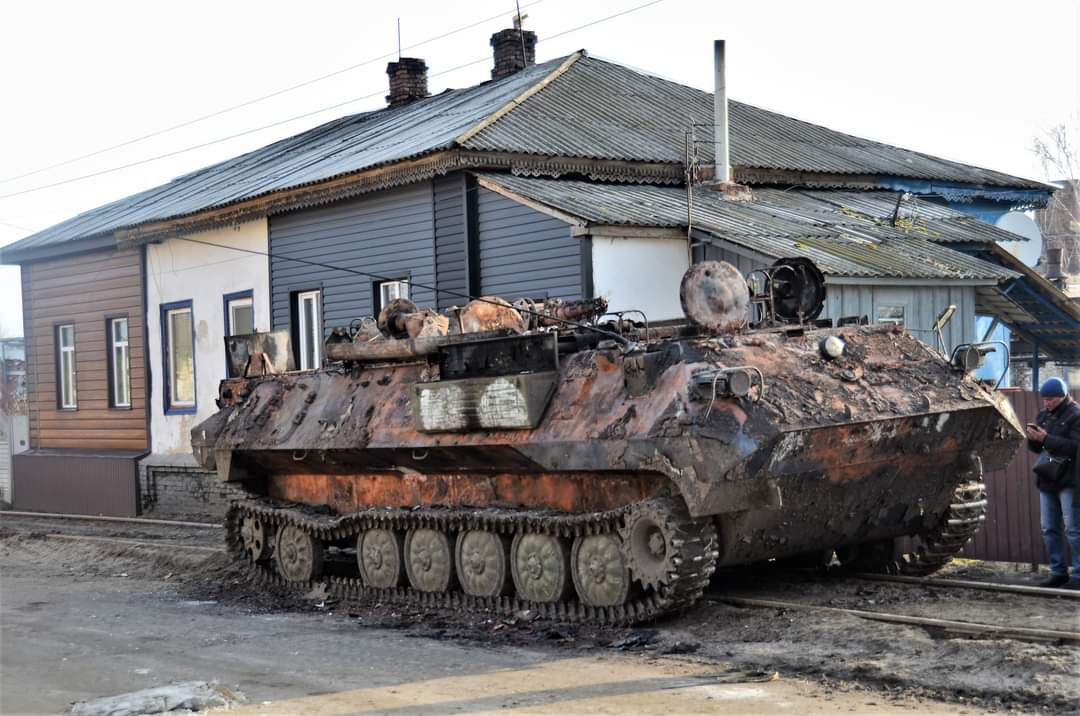
25.02.2022
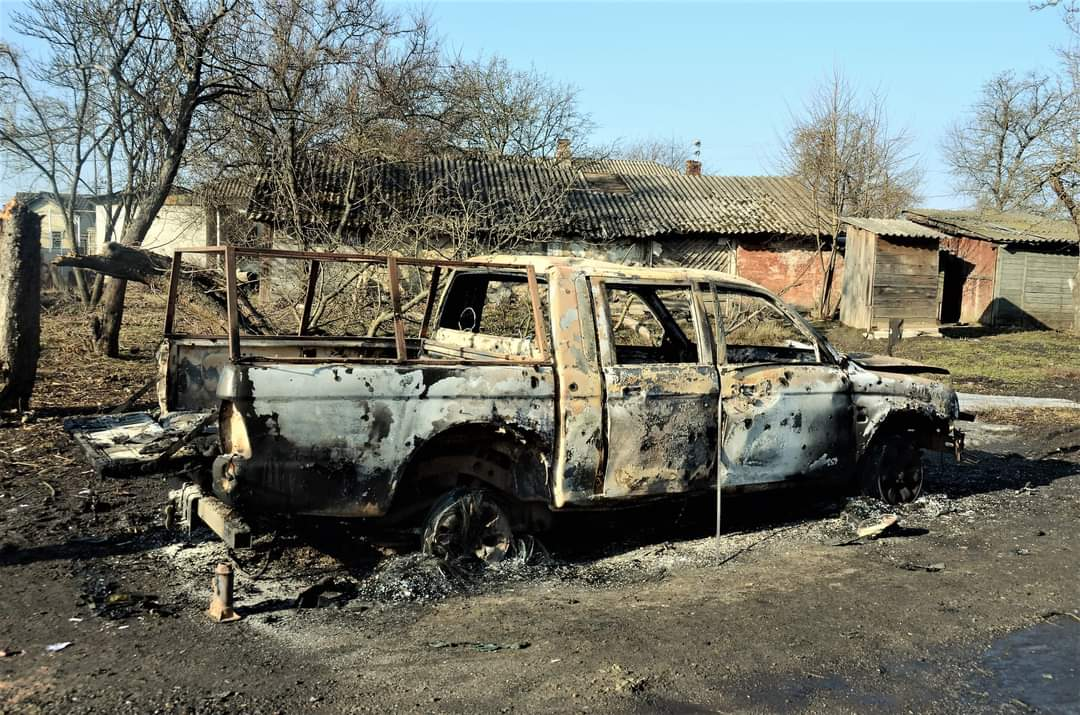
25.02.2022
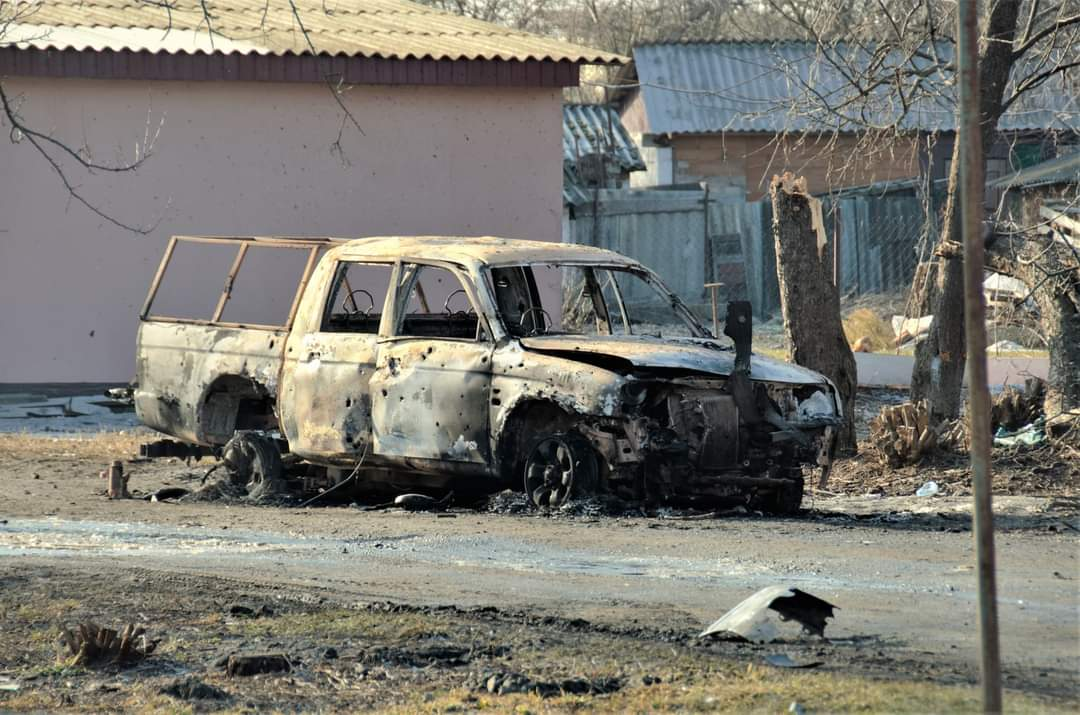
25.02.2022
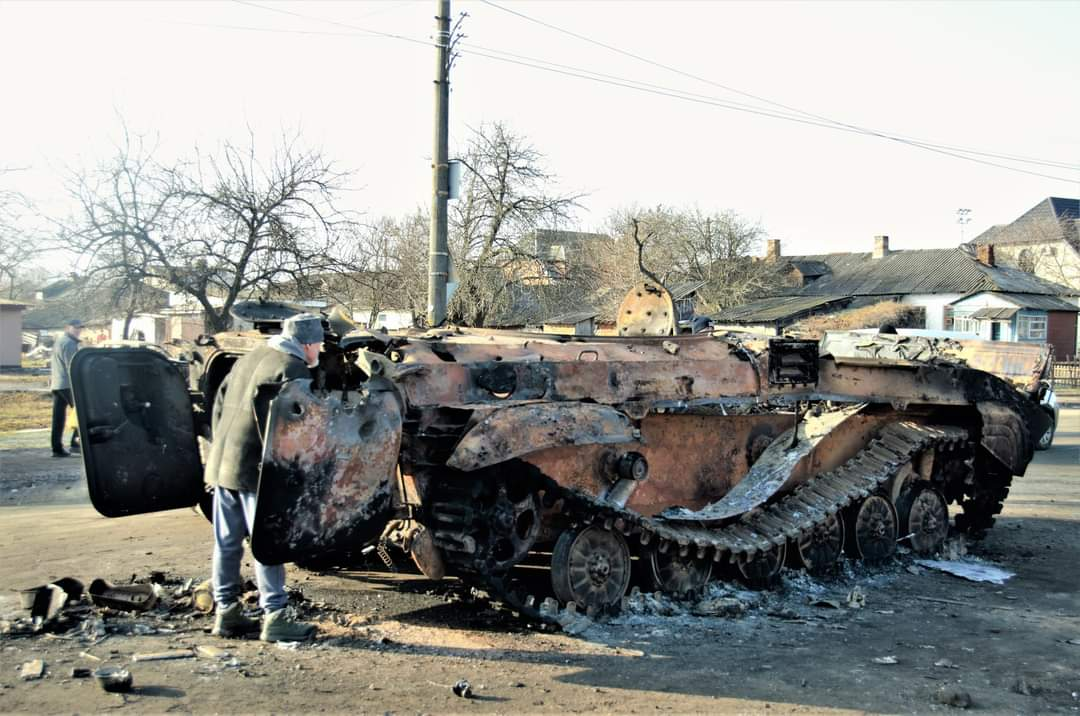
25.02.2022
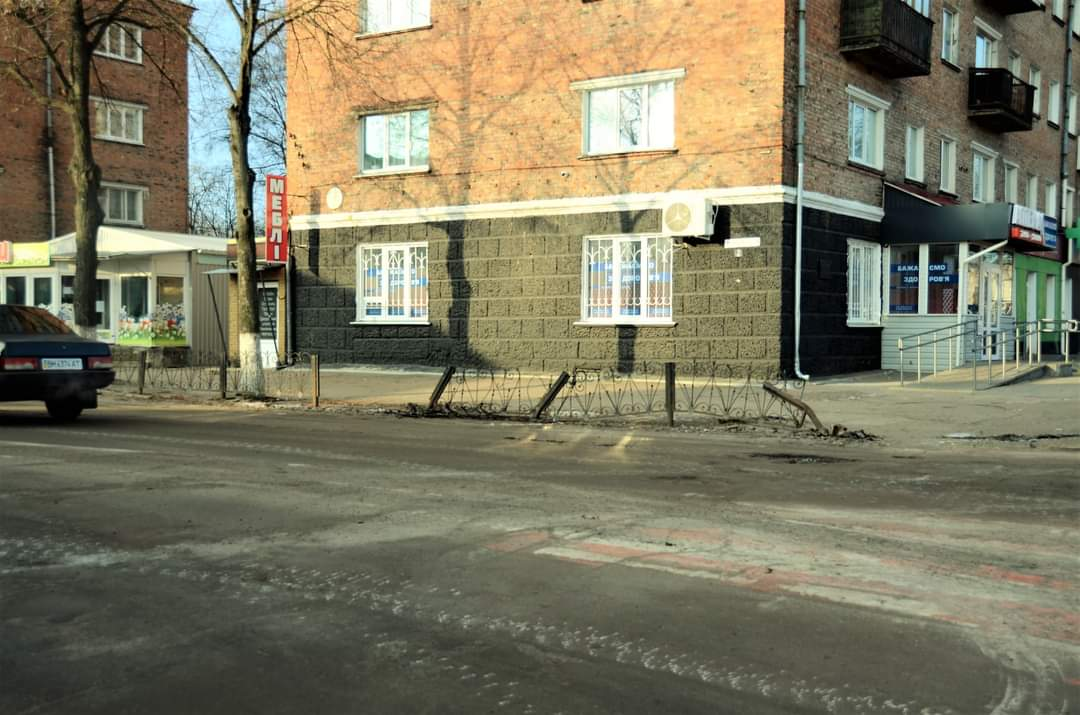
25.02.2022
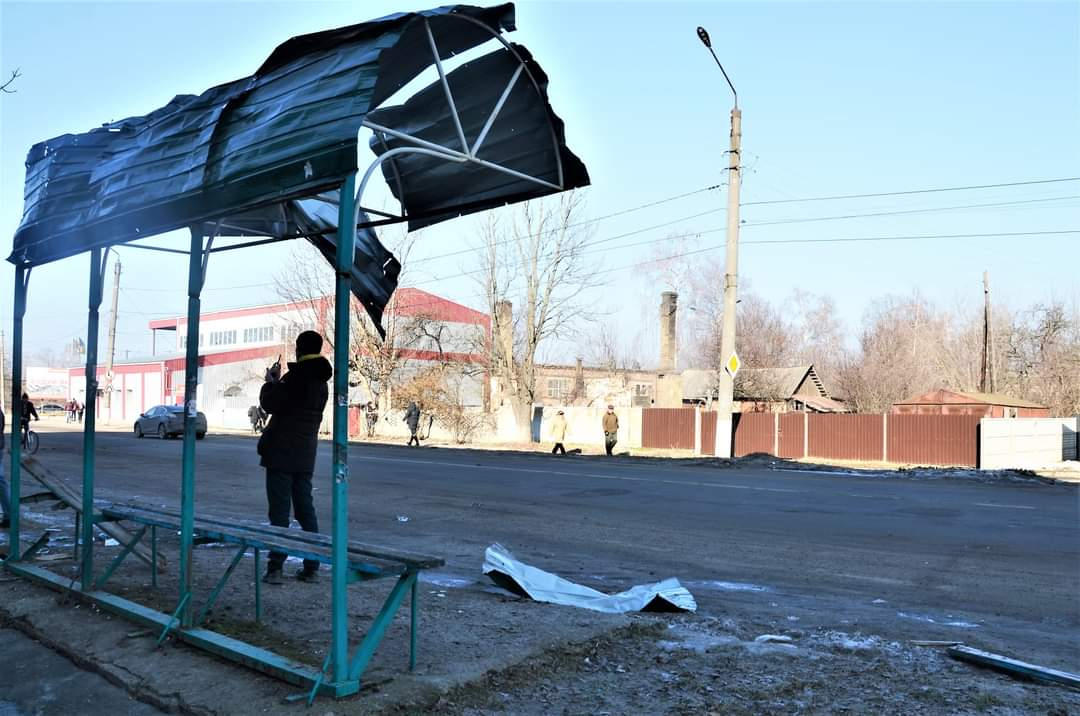
25.02.2022
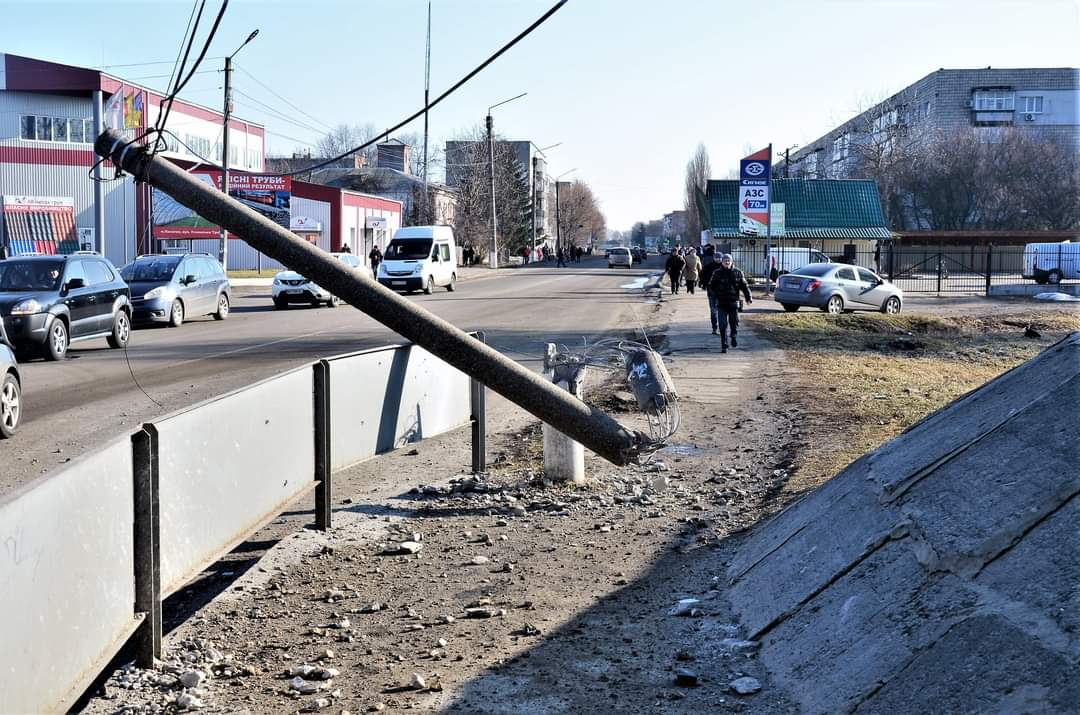
25.02.2022
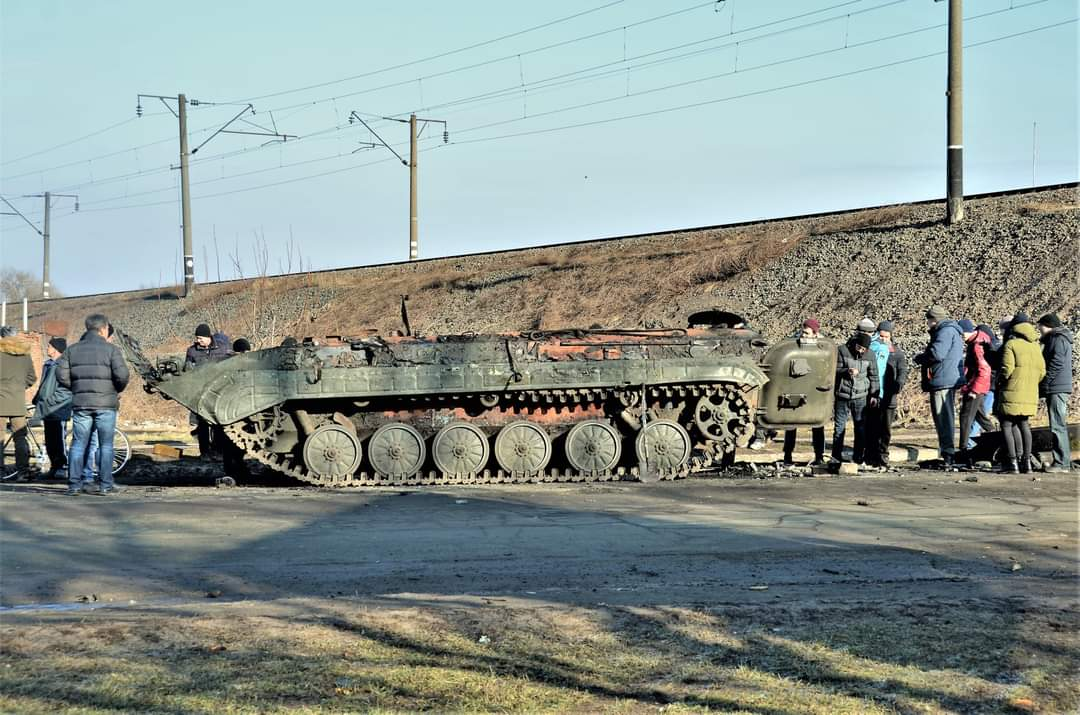
25.02.2022
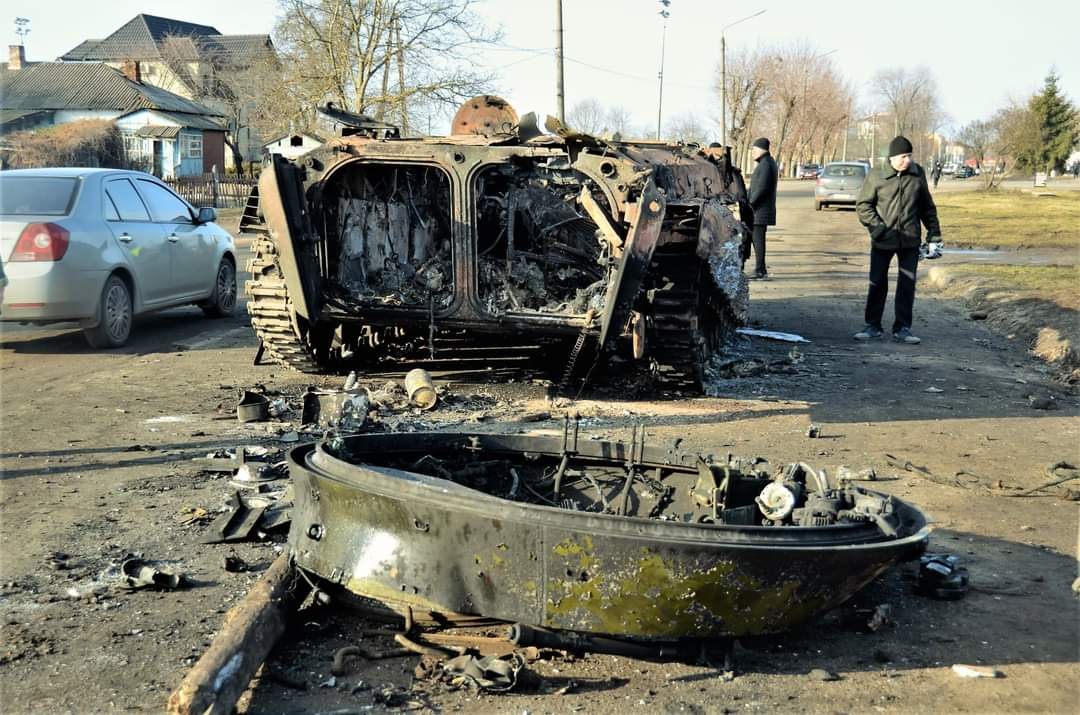
25.02.2022
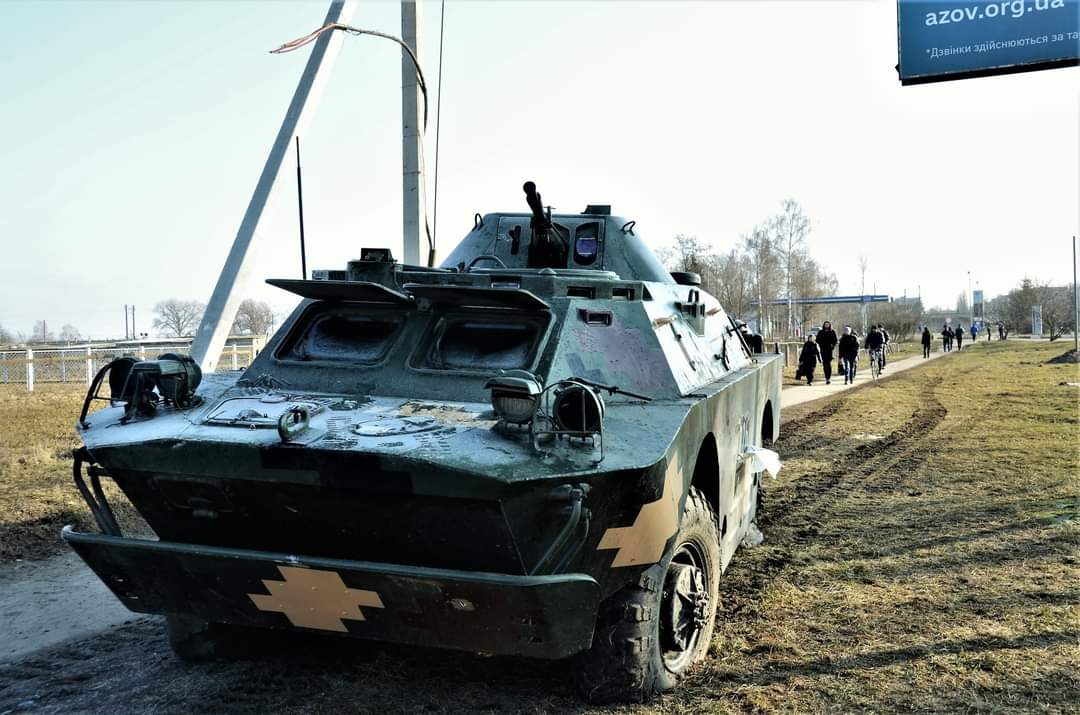
25.02.2022
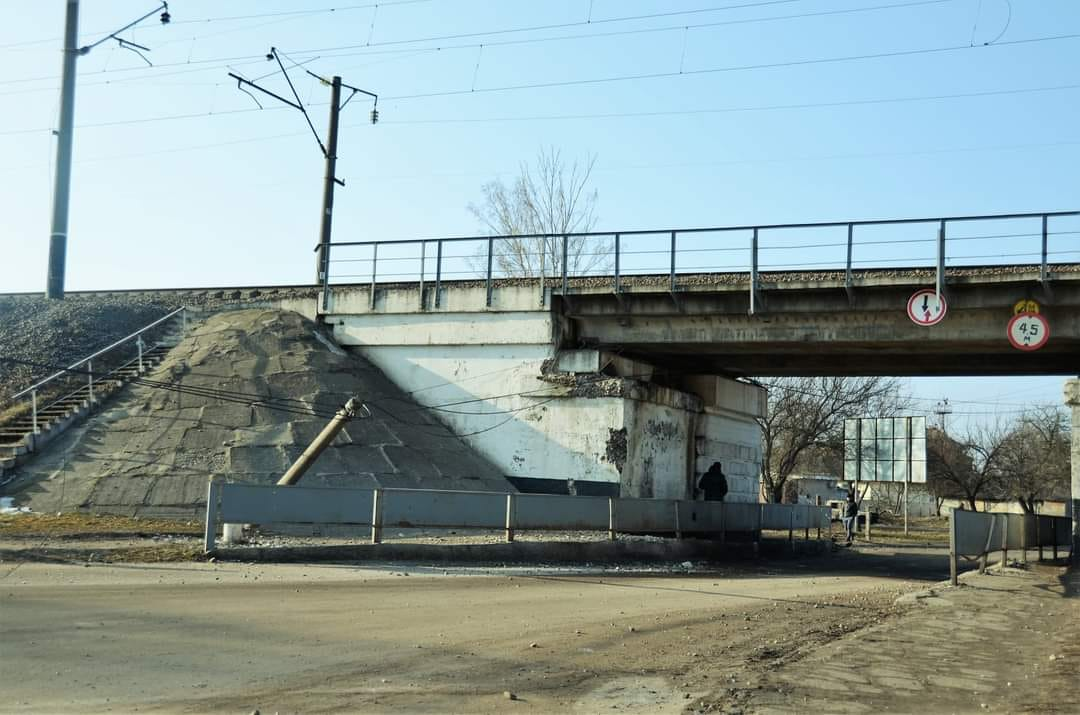
25.02.2022
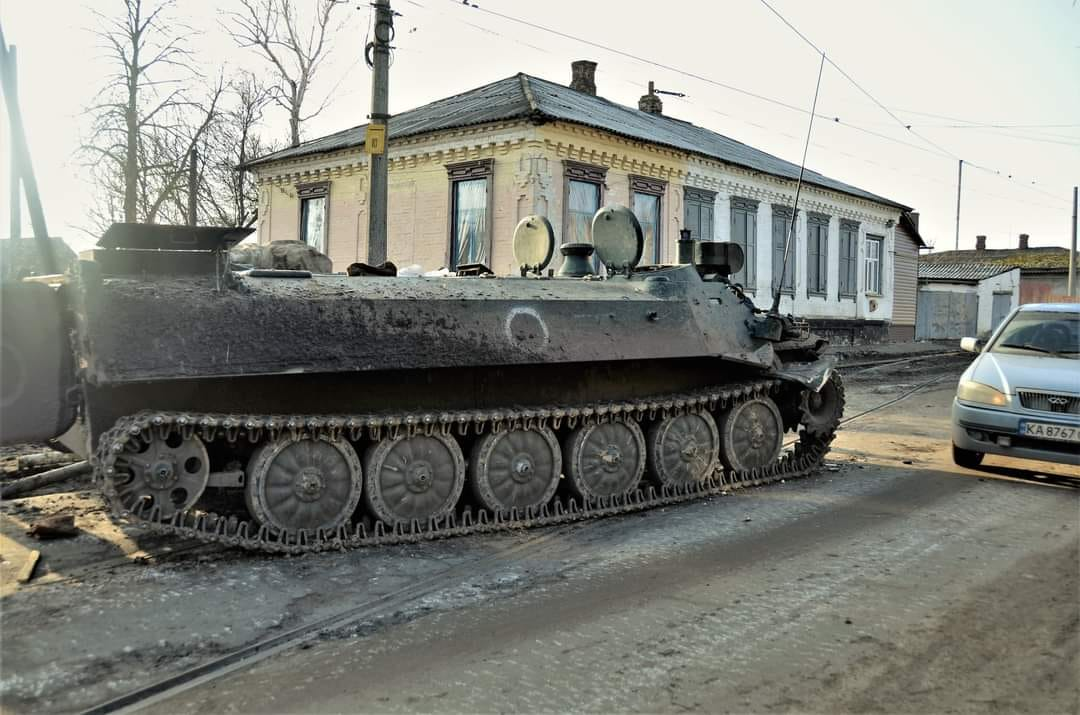
25.02.2022
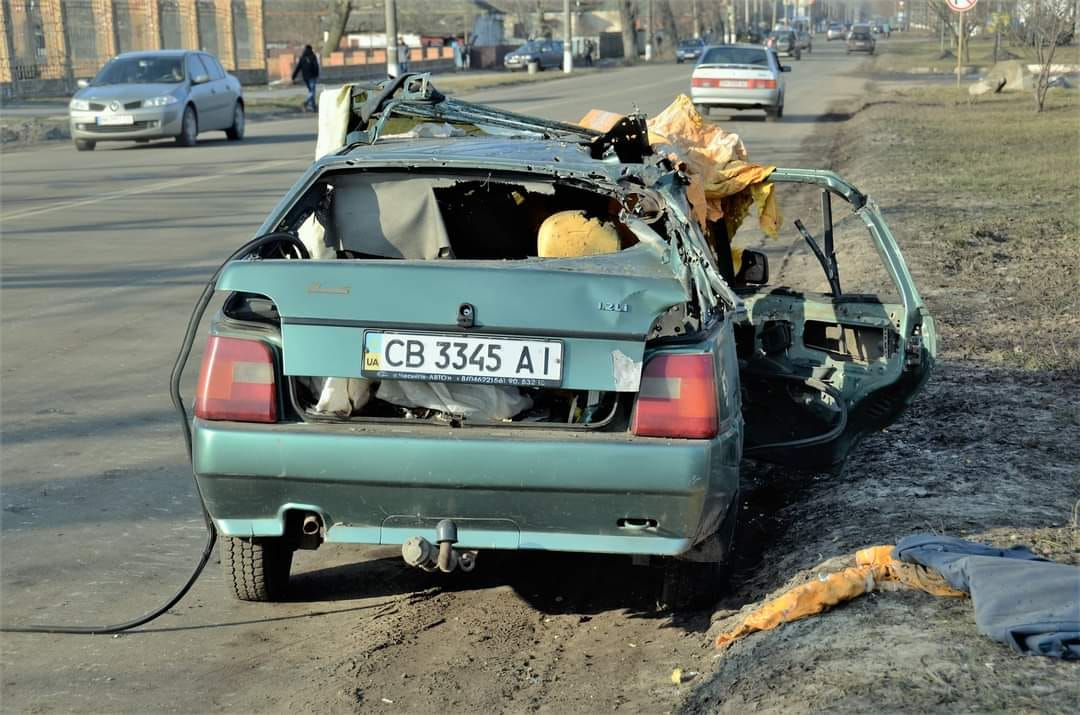
25.02.2022
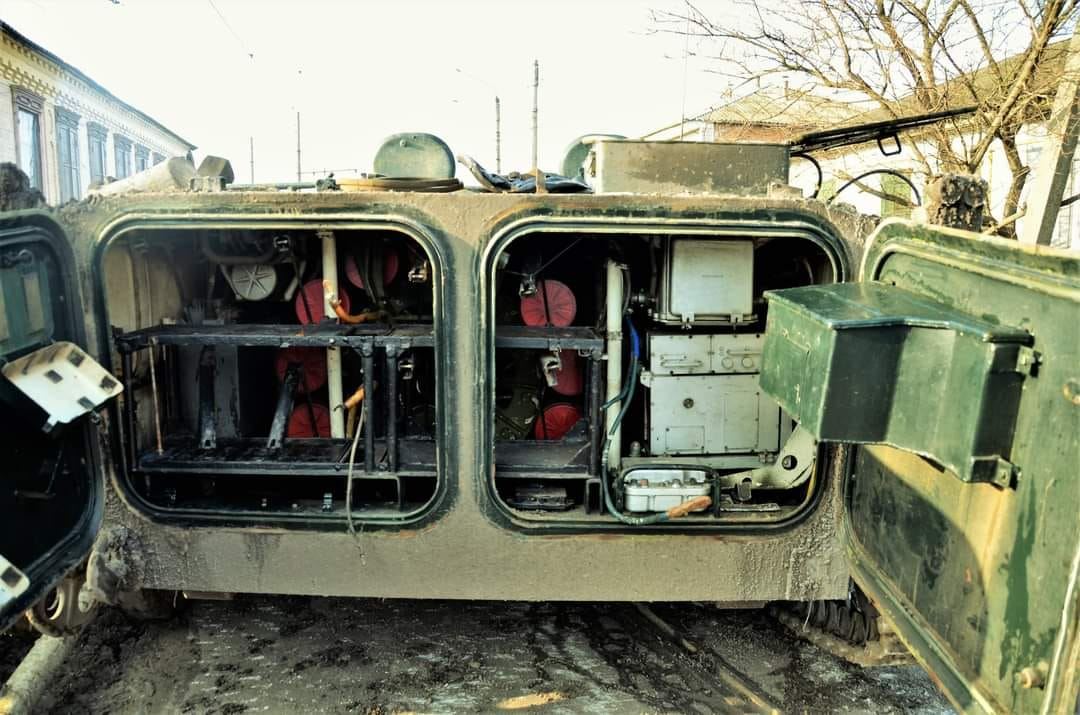
25.02.2022
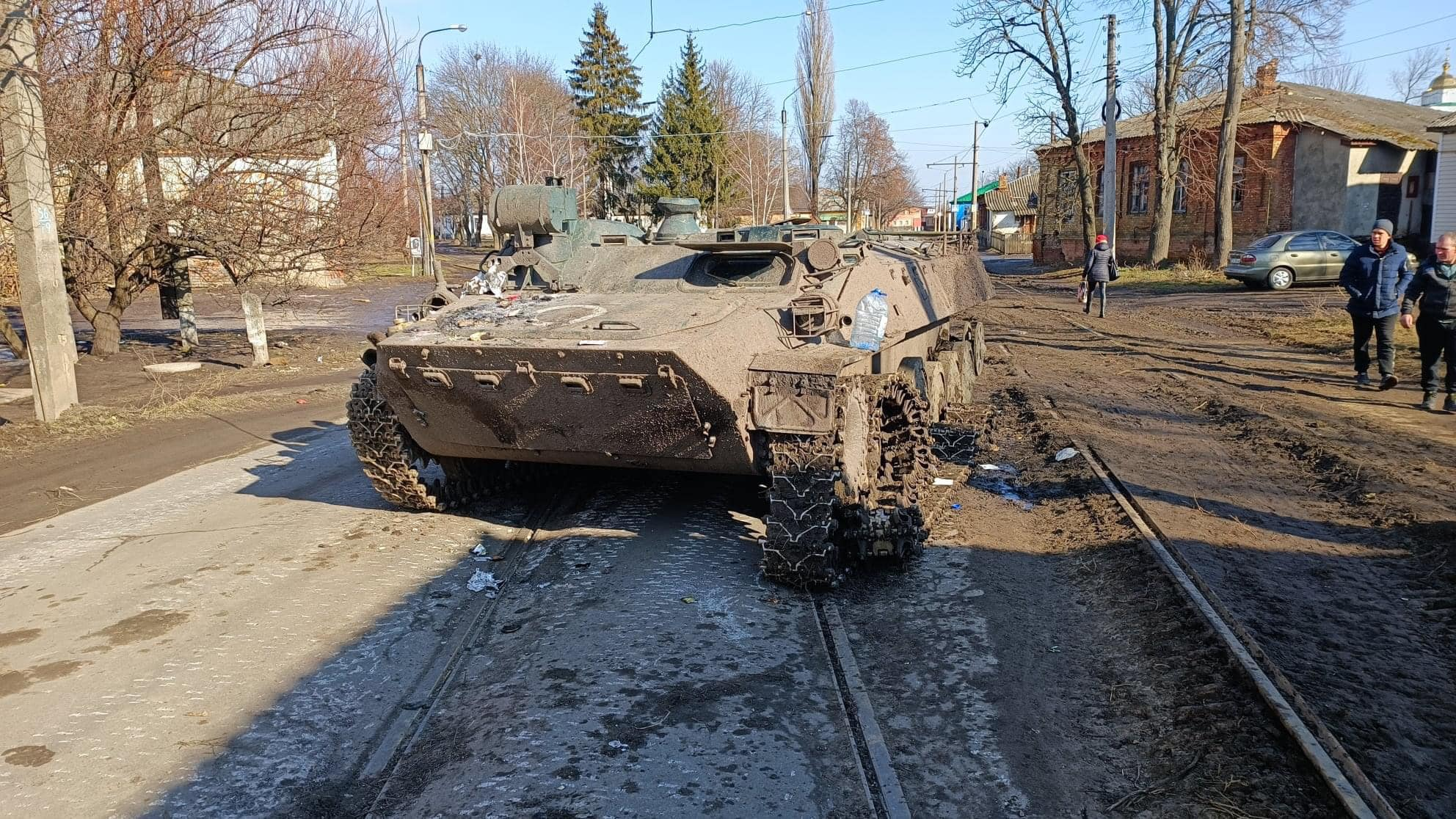
25.02.2022
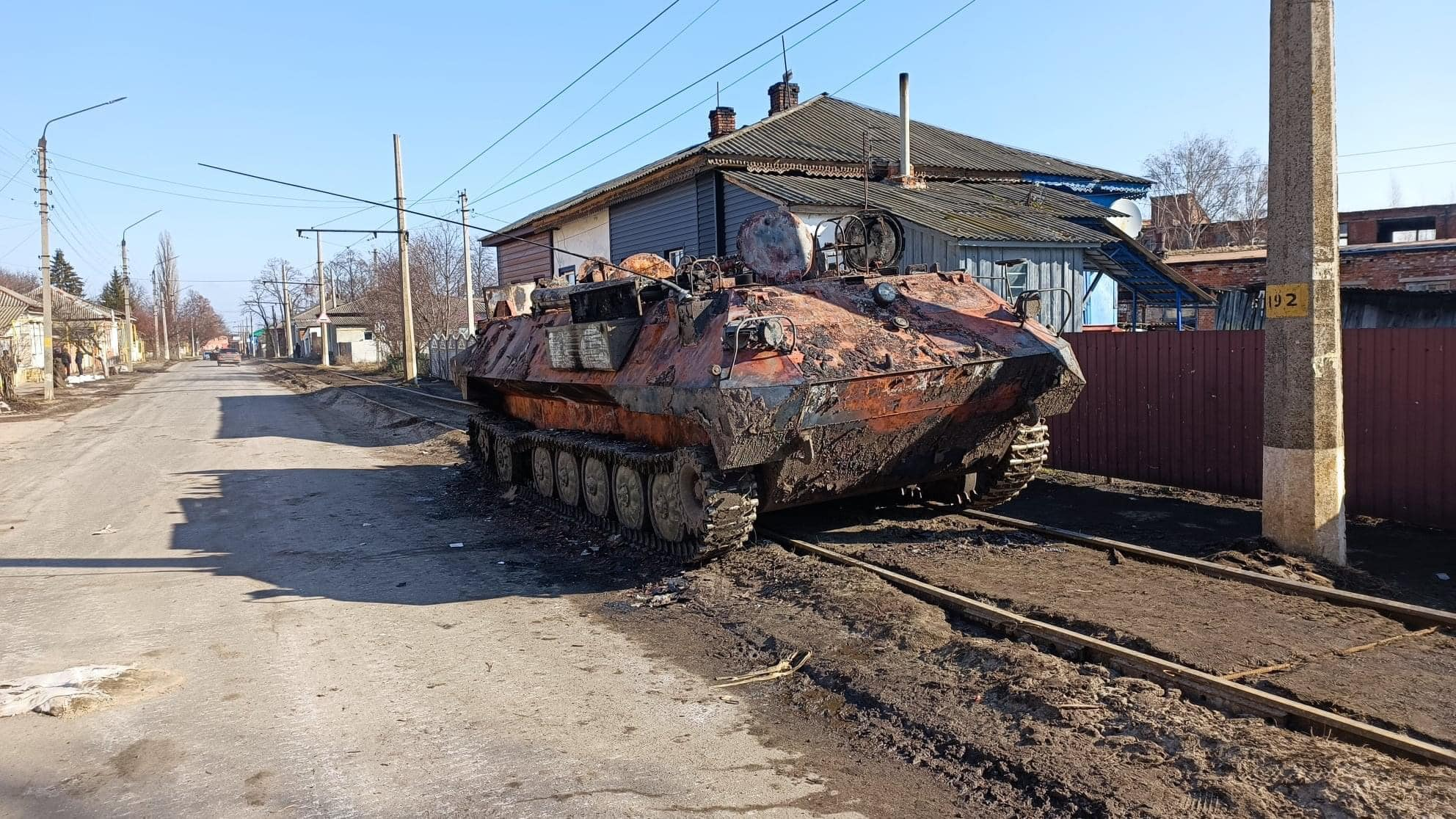
25.02.2022